# Střelba v kostele v Charlestonu
Střelba v kostele v Charlestonu se odehrála 17. června 2015 v kostele Africké metodistické episkopální církve v Charleston v Jižní Karolíně ve Spojených státech amerických. Kostel patří jedné z nejstarších černošských církví a byl dlouho místem komunitní organizace kolem občanských práv. Devět lidí bylo zastřeleno včetně pastora a státního senátora Clementy C. Pinckneyho a devět lidí bylo postřeleno a přežilo.[zdroj?]

## Pachatel
Den po útoku zadržela policie v Severní Karolíně podezřelého, který byl identifikován jako Dylann Roof. Ministerstvo spravedlnosti vyšetřovalo možnosti, že útok byl zločinem z nenávisti nebo aktem domácího terorismu. Dylann Roof byl státním zástupcem Jižní Karolíny obviněn z devítinásobné vraždy. V lednu 2017 byl usvědčen a odsouzen k trestu smrti.

## Reakce
Následující den útok odsoudil prezident spojených států Barack Obama. V neděli 21. června proběhl v Charlestonu pochod za oběti masakru, kterého se zúčastnilo více než 10 000 lidí. 
Dne 25. června zapálil neznámý žhář černošský baptistický kostel ve městě Charlotte v Severní Karolíně.

### Stažení konfederačních vlajek
Den po útoku se guvernérka Jižní Karolíny Nikki Haleyová vyslovila pro stažení konfederační vlajky ze státních budov. 
Velké prodejní řetězce jako Amazon.com a Walmart zastavily prodej zboží obsahující konfederační vlajku. 
V reakci na útok stáhla Alabama jižanskou vlajku ze státních budov.
Dne 27. června 2015 byla zatčena aktivistka Bree Newsomeová bezprostředně poté, co v návaznosti na střelbu strhla jižanskou vlajku z devítimetrového stožáru před vládní budovou v Jižní Karolíně.
9. července 2015 schválil státní parlament Jižní Karolíny zákon zakazující vyvěšování konfederační vlajky na vládních budovách.
15. června 2016 schválila Jižní baptistická konvence, největší křesťanská denominace na americkém jihu dokument odsuzující užívání „jižanské vlajky“, jako symbolu rasistického rozdělení.